# Cordillera Transversal
| Pirineo Prepirineo Depresión central catalana Pequeñas estribaciones en la Depresión Central | Cordillera Transversal Cordillera Prelitoral Cordillera Litoral Depresiones litoral y prelitoral y otras llanuras costeras |

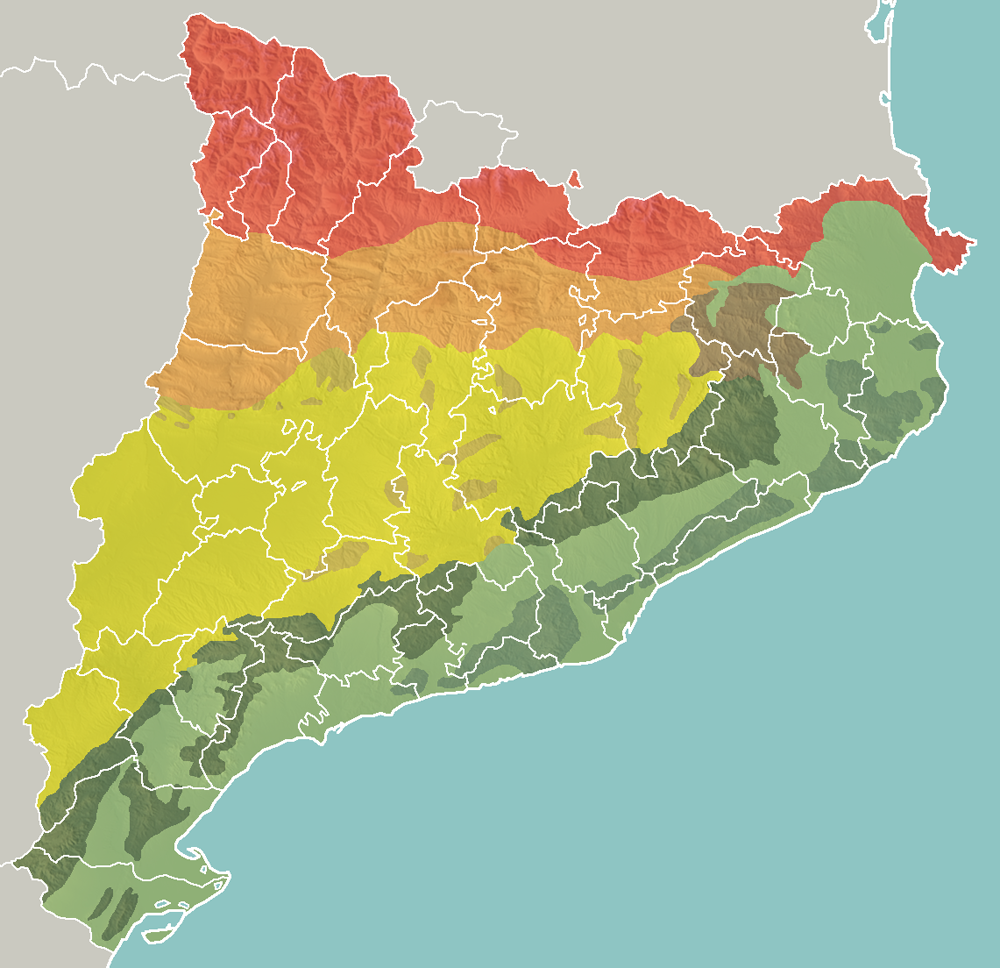
Unidades morfoestructurales de Cataluña:

La cordillera Transversal es, según algunos autores, una formación montañosa del nordeste de Cataluña (España) que se encuentra enmarcada por el río Ter, la Vall de Vianya y el río Fluvià. Sin embargo, otros autores le dan más amplitud y consideran que la Cordillera Transversal se refiere a un relieve «que enlaza el Prepirineo con la Cordillera Costero Catalana». En este contexto, la falla de Olot queda en su interior, por lo que se engloba todo el parque volcánico de Olot y las Guillerías. La causa de la formación de la cordillera, en el Mioceno, fueron una serie de fallas de orientación NW-SE, perpendiculares a las que originaron la Cordillera Costero Catalana. La zona volcánica de Olot, en cambio, procede de una actividad más reciente, que terminó hace unos 11.000 años, aunque se hayan producido fenómenos menores en el siglo XVI.
El marco geográfico de la sierra lo definen, por el norte y el oeste, el río Ter y los Prepirineos; por el sudoeste, la Plana de Vich; por el sur, de nuevo el río Ter, que la separa de las Guillerías, que sirven de puente con la cordillera Prelitoral y el Macizo del Montseny, y por el este, la Vall de Bas, el río Fluviá y el parque natural de la Zona Volcánica de la Garrocha.
El pico más alto de la sierra es el Puigsacalm, con 1515 m s. n. m. (metros sobre el nivel del mar).

## Composición

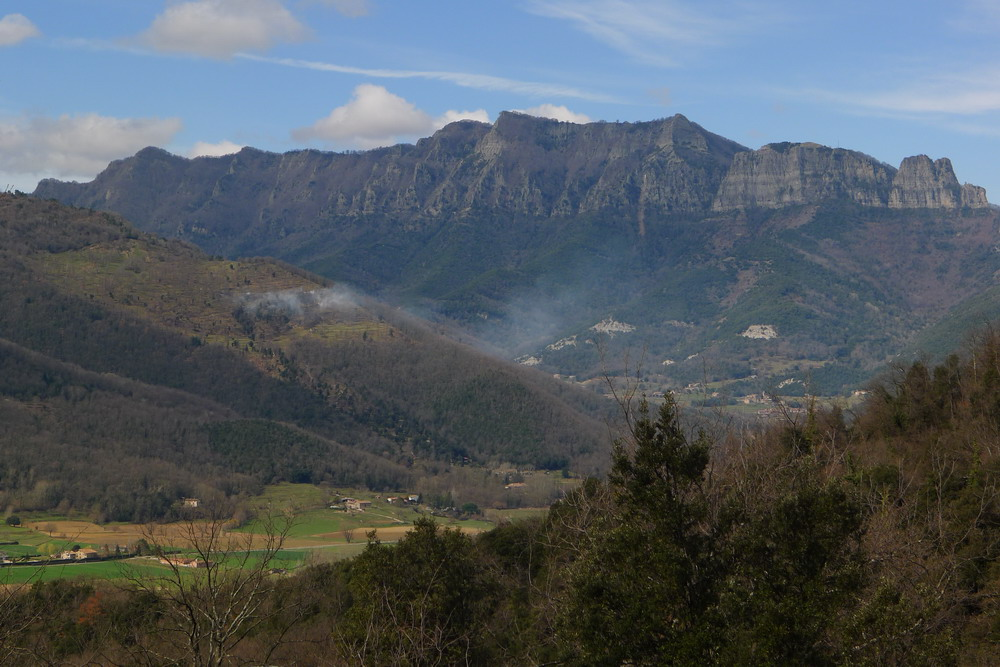
Vista de la sierra de Puigsacalm desde la Vall de Bas.

La cordillera Transversal, en sentido estricto, es de naturaleza calcárea y está formada por un conjunto de sierras, en el que destacan, de norte a sur: la sierra del Colomer; la sierra de Puig Estela; la sierra de Milany, con el castillo de Milany; la sierra de Santa Magdalena, que se une mediante el collado de Siuret, el Puig Cubell (1487 m) y el Puigsacalm (1515 m), a la sierra de Curull, que termina en Bellmunt (1246 m) y está partida por el congosto del río Ges; la sierra de Llancers; la sierra de San Miguel; la sierra de Cabrera, que culmina en el Puig d'Alats (1303 m); la Sierra de la Creu y, en el extremo sudoriental, la sierra del Puig del Moro, por encima del río Brugent, y el Serrat del Mig, que pertenece al Cabrerés y forma prominentes escarpes sobre el pantano de Sau y el río Ter en el Avenc de Tavertet.
La comarca de Collsacabra o Cabrerés da nombre a una parte de estas montañas, situadas entre la sierra de Cabrera, el valle del río Ter al sur, en el pantano de Sau, y el Vall de Bas y Las Planas, al este. La sierra de Cabrera posee la máxima altitud (1303 m), al norte, y desde aquí se extiende un altiplano hacia el sur que acaba en impresionantes escarpes sobre el río Ter, en Tavertet, el santuario del Far y el Avenc, formados por materiales sedimentarios.
Al sur del río Ter se extienden las Guillerías y otra serie de sierras de naturaleza silícea, entre las que destacan la sierra de la Baga, la sierra de Cabrerola, la sierra del Corb, la sierra de la Guardia, la sierra de Aiguauitallops, la sierra del Oriol, en las primeras estribaciones del Macizo del Montseny, la sierra de Roca Guillera, sobre Santa Coloma de Farnés, y las sierras del Sentinella y de Clará, prolongándose hacia Hostalrich. Las Guillerías tienen una altura máxima de 1202 m (metros) en San Miguel de Solterra.
Hacia el nordeste, prolongándose por el norte de la Garrocha, se encuentran las sierras de Malforat, el Toix, Alta, Bestraca, Guitarriu, Entreperes, Llorona, Sant Jordi, la sierra del Mont y otra serie de montañas que se entrelazan con las montañas pirenáicas.
La zona volcánica de la Garrocha, al este de Olot y al otro lado del río Fluviá, se compone de las sierras del Corb, Finestres, las Medas, Pelada, Olivedas, Portella, Vielles y una serie de cuarenta conos volcánicos como los de Santa Margarita y el Croscat, y una veintena de corrientes de lava, como la masa basáltica de Castellfullit de la Roca.

## Clima y vegetación

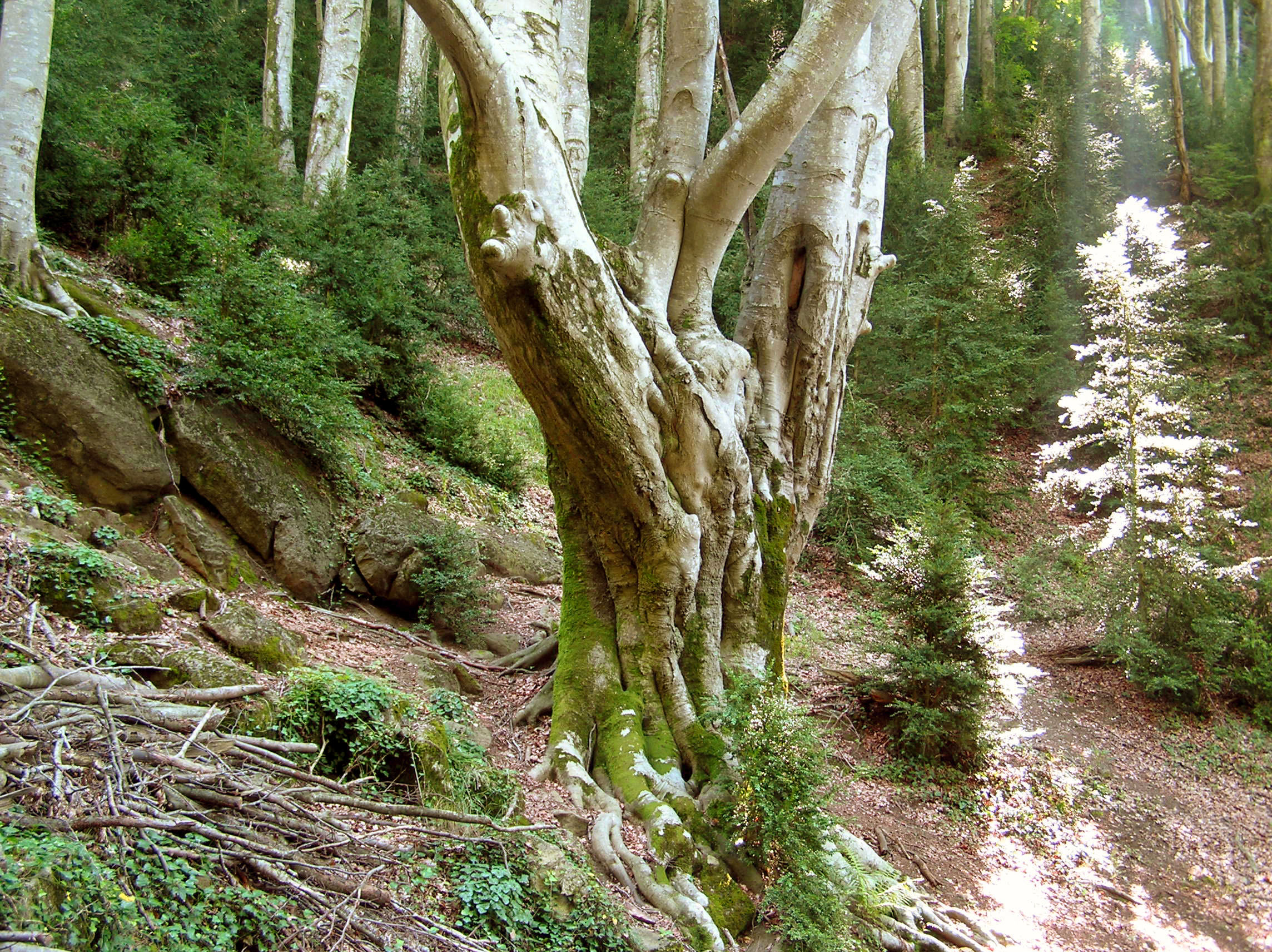
Bosque de hayas de la Grevolosa, bajo la sierra dels Llancers, en la Cordillera Transversal.

El ámbito de la cordillera Transversal tiene un clima que puede considerarse atlántico o mediterráneo de montaña según el observador. La vegetación dominante indica que se trata de un clima más europeo que mediterráneo, pero el cambio climático está provocando un descenso en las lluvias veraniegas que convierten los hayedos en un superviviente de épocas más húmedas. 
Las temperaturas medias oscilan entre los 12 y los 13 °C (grados Celsius) en las zonas más bajas, junto al río Ter, y los 7 a 9 °C en las zonas altas, por encima de 1100 m. En invierno, en las zonas altas, las medias se sitúan entre 1 y 3 °C, y en verano, en las zonas bajas se alcanzan fácilmente los 30 °C. De nuevo, el cambio climático está provocando una duración más corta de la primavera, un periodo de heladas más corto y una prolongación del otoño. 
Las precipitaciones aumentan respecto al entorno debido a las lluvias orográficas y de convección. La media se establece en 800-900 mm (milímetros) en el conjunto de la zona, con máximos de 1100 a 1300 mm en el Puigsacalm. El cambio climático ha hecho que las lluvias veraniegas ocasionadas por el viento de levante al chocar con las montañas, se hayan visto sustituidas por una mayor frecuencia en el paso de borrascas, manteniendo un nivel elevado de precipitaciones que es preciso contrastar por la falta de datos de la zona.
En las vertientes sur y oeste se encuentran encinas hasta los 1000-1100 m s. n. m. (metros sobre el nivel del mar), favorecidos por la inversión térmica que concentra el frío en las depresiones de Osona y Olot. En las zonas más altas y de sombra, en cambio, se encuentra el roble, y en las zonas umbrías crece en abundancia el haya (Fagus sylvatica), generalmente en terrenos calizos.
Si incluimos el Parque natural de la Zona Volcánica de la Garrocha, la vegetación, al crecer sobre un suelo muy rico, se multiplica en variedades, ya que el 65 % de su territorio está ocupado por bosques de encinas, alcornoques, robles y hayas, así como algunos bosques de alisos y mixtos, con total de 1.100 especies de plantas superiores. La encina es aquí más abundante, ya que cubre unas 15 000 hectáreas protegidas.